# یولانو (کالیفرنیا)
یولانو (به انگلیسی: Yolano) یک منطقهٔ مسکونی در ایالات متحده آمریکا است که در شهرستان سولانو، کالیفرنیا واقع شده‌است. یولانو ۹٫۱۴ متر بالاتر از سطح دریا واقع شده‌است.